# Луиш Монтинегру
Луѝш Филѝпи Монтинѐгру Кардо̀зу ди Мура̀йш Ещѐвиш (на португалски: Luís Filipe Montenegro Cardoso de Morais Esteves, [luˈiʒ mõ.tɨˈne.ɣɾu]) е португалски политик от дясноцентристката Социалдемократическа партия.
Роден е на 16 февруари 1973 година в Порту в семейството на адвокат. Завършва право в Португалския католически университет, след което е адвокат в Ишпиню край Авейру. От 2002 до 2018 година е депутат, избиран от района с център Авейру. През 2022 година оглавява Социалдемократическата партия след поредица лоши изборни резултати, които я оставят в опозиция.
От 2 април 2024 година Луиш Монтинегру е министър-председател, начело на правителство на малцинството в коалиция със Се Де Ес – Народна партия.